# Patricia Reyes Spíndola
Patricia Verónica Núñez Reyes Spíndola (Oaxaca de Juárez, Oaxaca, 11 de julio de 1953) es una actriz, directora y productora mexicana de cine, teatro y televisión.

## Biografía
Estudió actuación en diversos talleres de México y Londres. Debutó en el cine en 1972, con El señor de Osanto, y dos años después comenzó su carrera teatral en el Teatro Fru Fru.
Ha trabajado como actriz con directores como Nancy Cárdenas y Arturo Ripstein. También ha participado en famosas telenovelas mexicanas como El extraño retorno de Diana Salazar junto a Lucía Méndez con quien volvió a trabajar en Mujeres asesinas en el episodio "Cándida, esperanzada". Entre los galardones que ha conseguido, destacan el premio Ariel a la mejor actriz por Los motivos de Luz y La reina de la noche.
En 2010 participa de nuevo en Mujeres asesinas en su tercera temporada en el capítulo "Las Cotuchas, empresarias".

## Trayectoria

### Televisión
- Bianca Vidal (1982-1983) - Cirila
- El maleficio (1983-1984) - Teodora
- La traición (1984-1985) - Lidia
- Esperándote (1985-1986) - Refugio
- La hora marcada (1986)
- El extraño retorno de Diana Salazar (1988) - Jordana Núñez
- Teresa (1989) - Josefina Martínez
- En carne propia (1990-1991) - Antonia "Tota" Ramírez
- Triángulo (1992) - Virginia Verti de Granados
- El vuelo del águila (1994-1995) - Petrona Mori
- Mujer, casos de la vida real (1994-2004) - Varios personajes
- La antorcha encendida (1996) - Doña Juana de Foncerrada
- Azul (1996) - Martha
- Pueblo chico, infierno grande (1997) - Martina, la Perra
- María Isabel (1997-1998) - Manuela
- El niño que vino del mar (1999) - Alberta Gómez
- La intrusa (2001) - Renata de Velarde
- Salomé (2001–2002) - Manola
- De pocas, pocas pulgas (2003) - Griselda
- Mariana de la noche (2003–2004) - María Dolores "María Lola"
- Inocente de ti (2004–2005) - Abuela Cleotilde
- La madrastra (2005) - Venturina García, la Muda
- La fea más bella (2006–2007) - Tomasa Gutiérrez de Mora
- La familia P. Luche (2007) - Madre de Excelsa
- 13 miedos (2007)
- S.O.S.: Sexo y otros Secretos (2007)
- Fuego en la sangre (2008) - Doña Quintina
- Mujeres asesinas (2008-2010):
  - "Cándida, esperanzada" (2008) - Carmen
  - "Tita Garza, estafadora" (2009) - Ernestina "Tita" Garza
  - "Las Cotuchas, empresarias" (2010) - Sagrario Quezada
- Zacatillo, un lugar en tu corazón (2010) - Doña Fredesvinda Carretas
- Los héroes del norte (2010-2013) - Olegaria de la Rosa
- Una familia con suerte (2011) - Lic. Carlota "(Directora del Penal)"
- Rafaela (2011) - Caridad Martínez
- El color de la pasión (2014) - Trinidad Barrera de Treviño
- Estrella2 (2015) - Invitada
- Fear the Walking Dead (2015-2016) - Griselda Salazar[1]
- Un camino hacia el destino (2016) - Blanca Martínez
- Atrapada (2018) - Marcela
- El Bar (2019) - Lucrecia "Lucre" Palomares
- La reina del sur (2019) - Carmen Martínez
- La doña (2020) - Florencia Molina
- Imperio de mentiras (2020) - Sara Rodríguez de Velasco[2][3]
- El Galán (2022) - Rocío[4]
- Más allá de ti (2023) - Zenaida[5]
- Está libre (2023) - Concepción[6]
- Mujeres asesinas (2024) "Magdalena" - Patrona[7]
- La mujer de mi vida (2024) - Antonia Oribe[8]
- Amanecer (2025) - Jovita Iglesias[9]

### Cine
- Llanto, risas y nocaut (1974)
- El señor de Osanto (1974) .... Rosa
- La otra virginidad (1974)
- La casa del Sur (1975).... María
- The Return of a Man Called Horse (1976).... Gray Thorn
- Actas de Marusia (1976).... Rosa
- Las cenizas del diputado (1976).... Ana María Godínez
- Las Poquianchis (1976).... Graciela
- Caminando pasos... caminando (1976)
- El elegido (1977).... Virgen María
- Los iracundos (1977)
- The Children of Sánchez (1978)
- Pedro Páramo (1978).... Eduviges Diada
- México Norte (1979)
- Ora sí tenemos que ganar (1981)
- Retrato de una mujer casada (1982 de Alberto Bojórquez) … Luisa
- Los motivos de Luz (1985).... Luz
- El rey de la vecindad (1985).... Esposa de Marcos
- La rebelión de los colgados (1986)
- Va de nuez (1986)
- Los confines (1987).... Mujer
- Nocturno amor que te vas (1987)
- Asesinato en la plaza Garibaldi (1987)
- El gran relajo mexicano (1988)
- El otro crimen (1988)
- Goitia, un dios para sí mismo (1988)
- La envidia (1988)
- La isla de las garzas (1989)
- Espejismos y ceremonias (1990)
- La mujer del puerto (1991).... Tomasa
- Nocturno a Rosario (1992).... Soledad
- Lucky Break (1992)
- ¡Aquí espaantan! (1993).... Remedios
- La reina de la noche (1994).... Lucha Reyes
- Mujeres insumisas (1995).... Ema
- Profundo carmesí (1996).... Sra. Ruelas
- Fuera de la ley (1998)
- El evangelio de las maravillas (1998).... Micaela
- Noche de paz (1998)
- Del otro lado (1999)
- El coronel no tiene quien le escriba (1999).... Jacinta
- La perdición de los hombres (2000)
- Así es la vida (2000).... Adela, madrina
- Antes que anochezca (2000).... María Teresa Freye de Andrade
- El sueño del caimán (2000).... Madre Caimán
- Solamente una vez (2002)
- La virgen de la lujuria (2002).... Raquel
- Frida (2002) .... Matilde Kahlo
- eXXXorcismos (2002)
- El edén (2004).... Victoria
- Malos hábitos (2005).... Madre Superiora
- Between (2005).... Mrs. González
- El carnaval de Sodoma (2006)
- Amor letra por letra (2008)....Jueza
- Un mexicano más (2010)....Viuda
- Bondi Band (2015)....Miss C. Lebrity
- La calle de la amargura (2015)
- El diablo entre las piernas (2019)....Isabel[10]
- Turno nocturno (2024) .... Hortencia[11]

### Otros
- Operación triunfo (México) (2002) .... Directora del Instituto de Alto Rendimiento

### Dirección de Escena
- Siempre te amaré (2000)
- La intrusa (2001) Localización
- Salomé (2001-2002) Primera parte
- La mujer del vendaval (2012-2013) Primera parte

## Premios y nominaciones

### Premios Ariel
| Año  | Categoría                  | Película             | Resultado |
| ---- | -------------------------- | -------------------- | --------- |
| 1976 | Mejor coactuación femenina | Actas de Marusia     | Ganadora  |
| 1979 | Mejor actriz               | México norte         | Nominada  |
| 1986 | Mejor actriz               | Motivos de Luz       | Ganadora  |
| 1988 | Mejor coactuación femenina | Los confines         | Nominada  |
| 1990 | Mejor actriz de cuadro     | El otro crimen       | Ganadora  |
| 1996 | Mejor actriz               | La reina de la noche | Ganadora  |
| 1996 | Mejor actriz               | Mujeres insumisas    | Nominada  |

### Premios TVyNovelas
| Año  | Categoría               | Telenovela                 | Resultado |
| ---- | ----------------------- | -------------------------- | --------- |
| 1990 | Mejor primera actriz    | Teresa                     | Ganadora  |
| 1995 | Mejor actriz de soporte | El vuelo del águila        | Ganadora  |
| 1998 | Mejor primera actriz    | María Isabel               | Nominada  |
| 2002 | Mejor primera actriz    | Salomé                     | Nominada  |
| 2004 | Mejor primera actriz    | Mariana de la noche        | Nominada  |
| 2009 | Mejor actriz coestelar  | Fuego en la sangre         | Ganadora  |
| 2012 | Mejor primera actriz    | Rafaela                    | Nominada  |
| 2015 | Mejor primera actriz    | El color de la pasión      | Nominada  |
| 2017 | Mejor primera actriz    | Un camino hacia el destino | Nominada  |

### Premios ACE
| Año  | Categoría                  | Telenovela                          | Resultado |
| ---- | -------------------------- | ----------------------------------- | --------- |
| 1989 | Mejor coactuación femenina | El extraño retorno de Diana Salazar | Ganadora  |
| 1994 | Mejor actriz               | El vuelo del águila                 | Ganadora  |

### Premios Palmas de Oro 2004
| Categoría            | Telenovela          | Resultado |
| -------------------- | ------------------- | --------- |
| Mejor primera actriz | Mariana de la Noche | Ganadora  |

### Premios Bravo
| Año  | Categoría       | Telenovela o Serie          | Resultado |
| ---- | --------------- | --------------------------- | --------- |
| 1992 | Mejor actriz    | Mujer casos de la vida real | Ganadora  |
| 1994 | Mejor Actuación | El vuelo del águila         | Ganadora  |
| 2004 | Mejor actriz    | Mariana de la Noche         | Ganadora  |

- Premio a la mujer 2011[13]

### Micrófono de Oro
| Año  | Categoría            | Resultado |
| ---- | -------------------- | --------- |
| 2015 | Excelencia Artística | Ganadora  |

### TV Adicto Golden Awards
| Año  | Categoría            | Telenovela          | Resultado |
| ---- | -------------------- | ------------------- | --------- |
| 2020 | Mejor primera actriz | Imperio de mentiras | Ganadora  |